# Râul Telejenel
Râul Telejenel este un curs de apă afluent al râului Teleajen. Este cel mai mare afluent al Teleajenului din zona montană, cu lungimea de 26 de km. Cursul superior al râului amonte de confluența cu Pârâul Cetății este cunoscut sub denumirea Pârâul Stânei.

## Hărți
- Harta Județului Prahova
- Harta Munții Grohotiș [nefuncțională]
- Harta Munții Ciucaș  Arhivat în 30 martie 2010, la Wayback Machine.